# عسکر گریز
عسکر گریز مجموعه داستانی‌ست نوشته محمدآصف سلطانزاده، نویسنده اهل افغانستان که در سال ۱۳۸۵ از سوی نشر آگه منتشر شد. نام مجموعه از اولین داستان آن گرفته شده‌است. داستان کوتاه عسکر گریز دربارهٔ جوانی‌ست که در زمان اشغال افغانستان توسط شوروی از سربازی فرار کرده‌است. داستان‌های دیگر این مجموعه عبارتند از: اشغال، نقطه، رندبچهٔ کابل، پرده‌ای دیگر، فرزندکشی، اگر شب بیفتد و تا مرز.

## جایزه‌ها و افتخارها
این کتاب در بخش مجموعه داستان سال ۱۳۸۵ برنده جایزه ادبی هوشنگ گلشیری شده‌است.